# Kočičí pyžamo
 Kočičí pyžamo (2004, The Cat's Pajamas) je povídková sbírka amerického spisovatele Raye Bradburyho. Sbírka obsahuje dvacet jedna kratších povídek. Většina z nich byla napsána dříve, ale poprvé vyšla v této knize, takže sbírka představuje průřez Bradburyho tvorbou za období téměř šedesáti let. Povídky uvádí autorova esej Alive and Kicking and Writing (Mám se dosud čile k světu a píšu), ve kterém vysvětluje, jak a proč jednotlivé povídky vznikaly.

## Obsah sbírky
- Chrysalis (Kukla). Bradbury napsal povídku se stejným názvem již roku 1946 (šlo o sci-fi), ale toto je úplně jiný příběh zabývající se rasismem. Na pláži se setkají dva chlapci. Běloch se snaží co nejvíce opálit a černoch chce zbělat.
- The Island (Ostrov). Příběh vypráví o jednom velkém domě na ostrově, kde se za bouřlivé noci jeho obyvatelé zabarikádují každý ve svém pokoji.
- Sometime Before Dawn (Chvíli před svítáním). Vypravěč povídky zjistí, že jeho sousedé přišli z budoucnosti a před čímsi se skrývají.
- Hail to the Chief (Sláva náčelníkovi). V povídce dvanáct senátorů prohraje s indiánským náčelníkem svou vlast v kartách.
- We'll Just Act Natural (Budeme se chovat normálně). Stará chůva se těší na příjezd svého bývalého svěřence, nyní slavného spisovatele. Ale její dcera se bojí, že nepřijede.
- Olé, Orozco! Siqueiros, sí!. Galeristu a znalce umění zavede jeho přítel na výstavu nádherných fotografií, která je však i zároveň pohřbem jejich autora.
- The House (Dům). Mladí manželé si koupí starý zchátralý dům, ve kterém se ženě nejprve nelíbí.
- The John Wilkes Booth/Warner Brothers/MGM/NBC Funeral Train (Pohřební vlak Johna Wilkese Boothe). Povídka se zabývá časovými paradoxy. Na washingtonské nádraží přijíždí podivný vlak tažený parní lokomotivou, potažený černým krepovým papírem a plný plačících lidí. (John Wilkes Booth byl americký herec, který zavraždil prezidenta USA Abrahama Lincolna.)
- A Careful Man Dies (Smrt opatrného muže). Povídka byla napsána roku 1946 a byla již dříve zařazena do autorovy sbírky Vzpomínky na vraždu (v českém vydání této knihy se povídka jmenuje Smrt opatrného).
- The Cat's Pajamas (Kočičí pyžamo). Muž a žena zastaví na silnici u opuštěného koťátka. Oba si ho chtějí vzít domů, ale nemohou se spolu domluvit, až jejich diskuze skončí v hotelovém pokoji.
- Triangle (Trojúhelník). Příběh ženy, která tajně miluje jednoho muže, ale on je zamilovaný do její sestry, která jím naopak opovrhuje.
- The Mafioso Cement-Mixing Machine (Mafiánská míchačka na beton). Povídka vypráví o muži, který použije míchačku na beton jako stroj času, aby pomohl Francisu Scottu Fitzgeraldovi dokončit jeho poslední román.
- The Ghosts (Duchové). Tři děvčata pozorují každou noc za oknem duchy, dokud je tatínek nezažene.
- Where's My Hat, What's My Hurry? (Kde mám klobouk, proč ten spěch?). Povídka o manželech, kteří sice už dvacet let jezdí každý rok do Paříže, ale nyní se rozcházejí.
- The Transformation (Proměna). Povídka vypráví o bílém rasistovi, který zabil černošskou dívku. Obyvatelé města se mu svérázně pomstí, potetují mu celé tělo načerno.
- Sixty-Six (66). Povídka vypráví o záhadné vraždě, odplatě a cestování časem.
- A Matter of Taste (Věc vkusu). Povídka o mimozemských pavoucích toužících po životě na Zemi.
- I Get the Blues When it Rains (A Remembrance), tato povídka v českém vydání chybí. Jde o autorovu vzpomínku na jednu zvláštní noc.
- All My Enemies are Dead (Všichni mojí nepřátele jsou mrtví). Když hlavní hrdina povídky zjistí, že jeho dávný nepřítel zemřel, zdá se mu, že nemá pro co žít.
- The Completist (Kompletista). Příběh muže, který jezdí po světě a shromažďuje knihy, aby zapomněl na osobní tragédii.
- Epilogue: The R.B., G.K.C., and G.B.S. Forever Orient Express (Epilog: R. B., G. K. C a G. B. S. v Orient Expresu věčnosti). Autorovo vyznání lásky ke knihovně a v ní zastoupeným autorům.

## Česká vydání
- Kočičí pyžamo, Baronet, Praha 2005, přeložila Jarmila Emmerová a Jiří Josek.